# Parvicellula quadripectinata
Parvicellula quadripectinata är en tvåvingeart som beskrevs 1940 av Frederick Wallace Edwards. Arten ingår i släktet Parvicellula och familjen svampmyggor. Inga underarter finns listade i Catalogue of Life.